# Кътоуба (окръг, Северна Каролина)
Окръг Кътоуба (на английски: Catawba County) е окръг в щата Северна Каролина, Съединени американски щати. Площта му е 1072 km², а населението – 156 459 души (2016). Административен център е град Нютън.